# مايكل ميشيل
مايكل ميشيل (بالإنجليزية: Michael Michele)‏ هي ممثلة أمريكية، ولدت في 30 أغسطس 1966 في الولايات المتحدة.

## أعمال

### أفلام
- (2001) علي[4]
- (2003) كيف تخسرين رجلا في 10 أيام[5]

### مسلسلات
- هاوس

## وصلات خارجية
- مايكل ميشيل على موقع IMDb (الإنجليزية)
- مايكل ميشيل على موقع ألو سيني (الفرنسية)
- مايكل ميشيل على موقع أول موفي (الإنجليزية)
- مايكل ميشيل على موقع قاعدة بيانات الأفلام السويدية (السويدية)
- مايكل ميشيل على موقع إن إن دي بي (الإنجليزية)
- مايكل ميشيل على موقع قاعدة بيانات الفيلم (الإنجليزية)
- مايكل ميشيل على موقع كينوبويسك (الروسية)